# Gostovići (Zavidovići)
Pour les articles homonymes, voir Gostovići.
Gostovići (en cyrillique : Гостовићи) est un village de Bosnie-Herzégovine. Il est situé dans la municipalité de Zavidovići, dans le canton de Zenica-Doboj et dans la fédération de Bosnie-et-Herzégovine. Selon les premiers résultats du recensement bosnien de 2013, il compte 1 530 habitants.

## Géographie
Le village est situé au bord de la rivière Gostović, un affluent de la Bosna.

## Démographie

### Évolution historique de la population dans la localité
| 1948 | 1953 | 1961  | 1971  | 1981  | 1991  | 2013  |
| ---- | ---- | ----- | ----- | ----- | ----- | ----- |
| -    | -    | 1 694 | 1 957 | 2 168 | 2 257 | 1 530 |

|  |

### Communauté locale
En 1991, la communauté locale de Gostovići comptait 6 657 habitants, répartis de la manière suivante :